# Kill After Kill
Kill After Kill – szósty album studyjny speed metalowego zespołu Exciter wydany 27 kwietnia 1992 roku przez wytwórnię Noise Records.

## Lista utworów
1. „Rain of Terror” – 5:04
2. „No Life No Future” – 3:54
3. „Cold Blooded Murder” – 3:56
4. „Smashin 'Em Down” – 3:09
5. „Shadow of the Cross” – 5:27
6. „Dog Eat Dog” – 3:19
7. „Anger, Hate and Destruction” – 4:26
8. „The Second Coming” – 4:35
9. „Born to Kill (live)” – 4:09

## Twórcy
| Personel - Manfred Leidecker – producent, inżynier dźwięku, miksowanie - Neil Campbell – miksowanie (asystent) - Jean-Claude Capara – kierownictwo artystyczne, koncept okładki - Andy Brown – kierownictwo artystyczne, koncept okładki, projekt okładki - Byron Capello – zdjęcia - Richard Denat – zdjęcia - Blaine Philippi – zdjęcia - Dan Forgues – grafika - Mike Wilson – grafika - Chris Johnson – grafika - Jeff Lively – grafika - Maren Lotz – grafika | Exciter w składzie - Dan Beehler – perkusja, wokal - John Ricci – gitara - David Ledden – gitara basowa |